# Joris Gaens
Joris Gaens (12 oktober 1987) is een Belgisch politicus en sinds 1 januari 2020 burgemeester van Voeren. Hij is lid van de lokale politieke partij Voerbelangen.
In september 2019 kondigde toenmalig burgemeester Huub Broers aan dat hij op 1 januari 2020 zijn sjerp zou doorgeven aan Joris Gaens, waarmee hij zijn 19-jarige ambtstermijn beëindigde. Op 20 januari 2020 legde Gaens officieel de eed af als burgemeester van Voeren bij gouverneur Herman Reynders.
Tijdens zijn ambtsperiode heeft Gaens zich ingezet voor diverse lokale initiatieven. In juli 2024 publiceerde hij samen met Hilde Broers het boek Het Voeren van morgen, waarin een langetermijnvisie op het gemeentelijk beleid per thema wordt gepresenteerd. De opbrengst van het boek werd geschonken aan het rampenfonds Samen Sterk.

In november 2024 riep Gaens de Vlaamse Milieumaatschappij op om een masterplan op te stellen tegen wateroverlast in de Voerstreek, om zo de impact van klimaatverandering beter te beheersen. Daarnaast heeft Gaens gepleit voor de vestiging van de Einstein Telescoop in Voeren, vanwege de geschikte ondergrond en de stille omgeving. Hij benadrukte dat dit project zowel wetenschappelijk als economisch voordelig zou zijn voor de regio.